# Eleutherodactylus gryllus
Espèce
Statut de conservation UICN

 EN B1ab(v) : En danger
Eleutherodactylus gryllus est une espèce d'amphibiens de la famille des Eleutherodactylidae.

## Répartition
Cette espèce est endémique de l'île de Porto Rico. Elle se rencontre de 300 à 1 180 m d'altitude.

## Description
Les femelles mesurent jusqu'à 16 mm.

## Publication originale
- Schmidt, 1920 : Contributions to the herpetology of Puerto Rico. Annals  of the New York Academy of Science, vol. 28, p. 167–200 (texte intégral).